# Plata como inversión

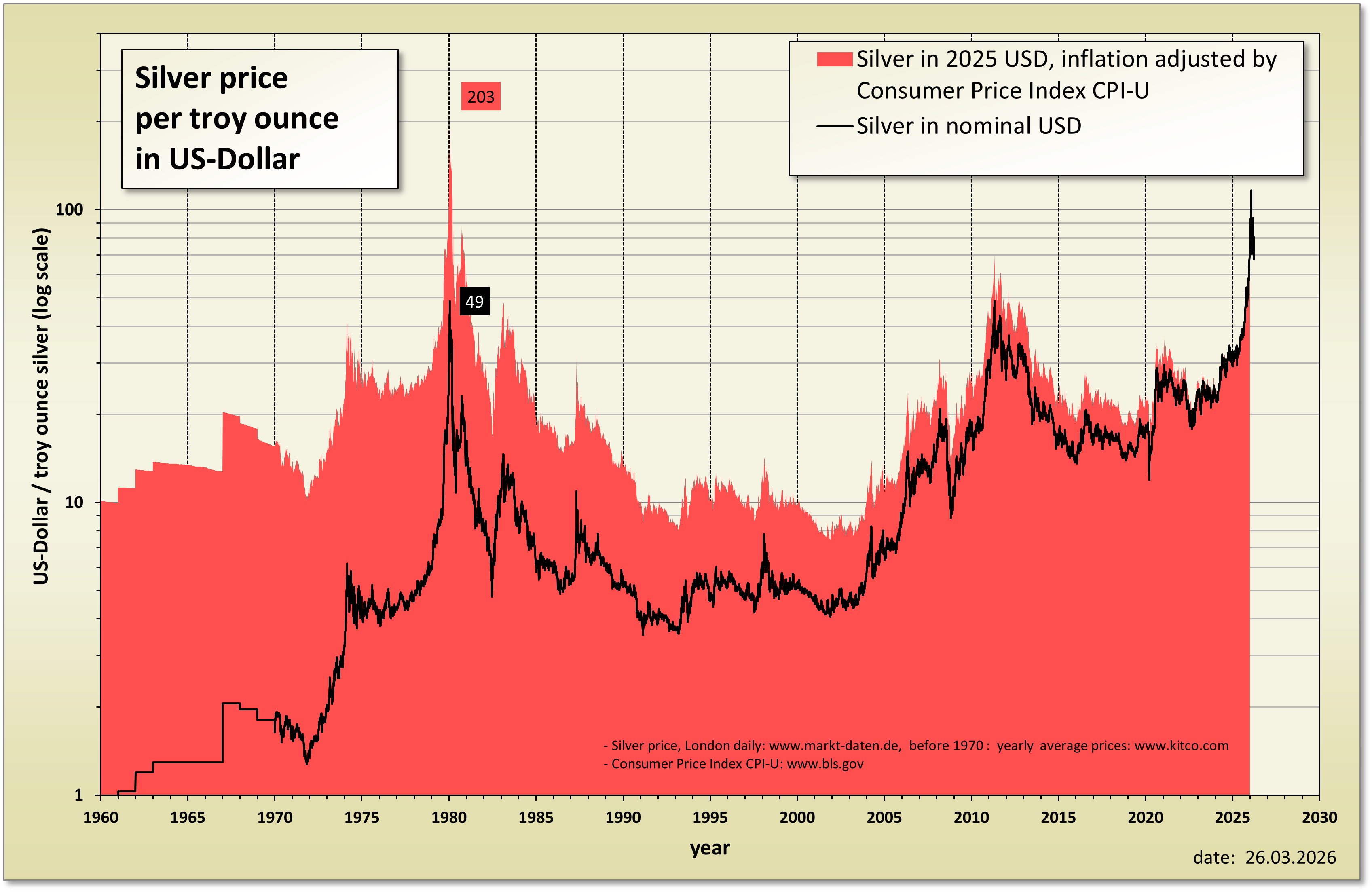
Historial de precios de la plata de 1960 en adelante

La plata, como muchos otros metales preciosos, es usada como inversión. Por más de cuatro mil años, la plata ha sido utilizada como una forma de dinero y de conservación de valor. Sin embargo, desde el fin del patrón plata, ha perdido su papel como moneda de curso legal en Estados Unidos (continuó siéndolo hasta 1964, cuando el valor intrínseco de la plata se acercó a adelantar el valor de las monedas).

## Precio de la plata
El precio de la plata ha sido notoriamente volátil, debido a que puede fluctuar su demanda con fines industriales, monetarios y orfebrería. A veces esto puede tener variaciones de amplio rango en el mercado.
El precio de la plata, por otra parte, no fluctúa como el precio del oro, lo que lleva a variaciones en la relación oro/plata. Esta relación es frecuentemente analizada por comerciantes e inversionistas. En gran parte del siglo xix, esta relación fue fijada por ley en varios países de Europa y en Estados Unidos en 1:15,5, lo que significa que una Onza troy de oro compra 15,5 onzas de plata. La relación oro/plata, sin embargo, fue creciente a partir de 1870, si bien con gran volatilidad.